# Chino (Kalifornia)
Chino város az USA Kalifornia államában, San Bernardino megyében. Lakosainak száma 91 403 fő (2020. április 1.).

## Népesség
A település népességének változása:

| 2010 | 77 983 |
| 2020 | 91 403 |